# 정신나간 비행기
《정신나간 비행기》(Plane Crazy)는 미국에서 제작된 어브 아이웍스 감독의 1928년 애니메이션 영화이다. 월트 디즈니 등이 주연으로 출연하였고 제작에 참여하였다.
이 카툰은 1928년 월트 디즈니 스튜디오를 통해 공개되었으며 미키 마우스 캐릭터가 처음 등장한 작품이다. 무성 영화로서 제작되었으며 1928년 5월 15일 극장에 시험 개봉되었으나 배급사를 구하는데 실패했다. 그 해 후반에 디즈니는 미키의 최초의 사운드 카툰 증기선 윌리를 공개하면서 큰 성공을 거두었다. 이후 정신나간 비행기는 1929년 3월 17일 유성 만화로 개봉되었다.

## 출연

### 주연
- 월트 디즈니
- 마셀리트 가너